# Fernando Ferandiere
Fernando Ferandiere, conegut també com a Ferrandiere, Fernandiere o Ferrandeiro (vers 1740-1816), va ser un compositor i violinista espanyol o tal vegada portuguès. La major part de la informació que es disposa de la seva vida procedeix dels seus propis tractats, del Prontuorio músico para el instrumentista de violín y cantor (Màlaga, 1771) i el Arte de tocar la guitarra española por música (Madrid, 1779).
Segons Felip Pedrell i altres musicòlegs, probablement havia nascut a Zamora, ja que ell mateix afirma que aprengué música a la col·legiata d'aquesta vila. A la catedral de Zamora s'hi conserven documents que testifiquen la seva presència el 1750 al col·legi seminari per a infants cantors i capellans músics. També se sap que visqué algun temps a Cadis. El 1763 se'l localitza com a violinista en la capella de la catedral d'Oviedo, i el 1771 exercint la mateixa tasca a la catedral de Màlaga. Més tard, el 1799, i probablement el 1816, seria professor de música a Madrid.
A partir de 1775 publicà diversos compendis de violí, cant i guitarra espanyola, així com nombroses tonades. La seva obra instrumental més curiosa, en tant que representa un ingenu intent de música descriptiva porta l'extravagant títol de Ensayo de la naturaleza, explicada en tres cuartetos de guitarra, violin, flauta y fagot; el primer cuarteto imita desde que amanece hasta mediodia, etc. Es publicà el 1779.